# La Hayuela
La Hayuela es una localidad del municipio de Udías (Cantabria).  En el año 2022 contaba con una población de 232 habitantes (INE). La localidad se encuentra a 307 metros de altitud sobre el nivel del mar, y a 2 kilómetros de la capital municipal, Pumalverde.

## Personajes ilustres
- Constantino Zaballa Gutiérrez, ciclista profesional.
- Indalecio Zaballa "Masio", poeta y trovador mayor de Cantabria.